# El Bou (Taradell)
El Bou és una masia de Taradell (Osona) inclosa a l'Inventari del Patrimoni Arquitectònic de Catalunya.

## Descripció
Edifici civil. Masia de planta gairebé quadrada (13x14 m) coberta a dues vessants amb el carener perpendicular a la façana la qual es troba al migdia. La vessant esquerra és més prolongada que la dreta. La façana presenta un portal rectangular a la planta i alguna obertura amb inflexió gòtica. Hi ha uns portals tapiats que conduïen a l'antic porxo i un arc de pedra, també cec amb un desaigua a sota de l'aigüera anterior. A llevant petites finestres. A ponent espieres tapiades a la planta i finestres amb inflexió gòtica. El davant de la casa està envoltat per un mur amb dos portals un a l'E. i l'altre a l'W, que tanquen la lliça, al mur s'hi adossa un pou. A la part de ponent hi ha l'antiga era enllosada prop d'una cabana. La masia conserva notables elements d'ús domèstic i agrícola com un cup per elaborar el vi, un xup pels glans i un pou amb carreu amb un estrany relleu esculpit. L'estat de conservació es força bo.

### Pou
Situat a l'angle Sud-oest del mur que envolta la lliça del Bou. És de planta semicircular i sobresurt cap a fora. Es troba assentat damunt la roca i excavat a la roca viva. És construït amb roca basta unida amb fang, està cobert per grans lloses que vessen les aigües cap al sud. S'hi accedeix per una porteta situada a l'angle sud-est des de l'interior de la lliça. A la paret de llevant i a tocar de la porteta hi ha una pedra de gres verdós amb un relleu on s'endevinen un bou i una figura femenina amb els braços recollits damunt el pit, la situació fa pensar que aquesta peça provenia d'un altre lloc. El pou conserva el ganxo i la corriola de ferro.

### Cup de vi
De planta rectangular (4 x 5 m), cobert a dues vessants, amb el carener perpendicular a la façana situada a llevant, on hi ha l'única obertura, un portal rectangular amb una porteta a sota. L'interior és enrajolat amb grans toves, formant un dipòsit, que actualment serveix de dipòsit d'aigua. Es troba assentat damunt un llarg pendent a l'angle nord-est de la casa. És un element d'interès poc freqüent a la comarca, ja que d'ençà de la fil·loxera hi ha poca tradició vinatera. És del tipus "cup de Raig" segons la classificació de A. Griera.

## Història
Aquest notable mas ja existia abans del 1325 i se'l coneixia pel Bou o el PUJOL D'AMUNT, era propietat dels Srs. de Mont-rodon a principis del S.XVIII com indica la llinda de la lliça passaren a residir-hi uns Srs. Cognominats Bou o que van donar nou nom a la casa. Moment en què es reformà o amplià la casa, fent servir com era usual en moltes obres, carreus procedents de construccions anteriors o d'altres indrets fet què el podem observar en la situació i característiques d'un carreu esculpit en baix relleu al mur del pou.
L'estiu del 1983 aquesta zona fou devastada per un ampli incendi forestal i el foc malgrat que s'emportà la pallissa del mas no cremà cap masia.